# Rete tranviaria di Mosca
La rete tranviaria di Mosca è la rete tranviaria che serve la capitale russa.